# Дудеску
Дудеску (рум. Dudescu) — село у повіті Бреїла в Румунії. Входить до складу комуни Зевоая.
Село розташоване на відстані 119 км на північний схід від Бухареста, 54 км на південний захід від Бреїли, 128 км на північний захід від Констанци, 70 км на південний захід від Галаца.

## Населення
За даними перепису населення 2002 року у селі проживали 936 осіб, усі — румуни. Усі жителі села рідною мовою назвали румунську.